# 笠松将
笠松 将（かさまつ しょう、1992年11月4日 - ）は、日本の俳優。
愛知県名古屋市出身、鈍牛倶楽部→ホリプロを経て、2023年6月、個人事務所設立。
2022年6月より、アメリカを拠点とする事務所BAM、エージェンシーはCAAと契約。

## 略歴

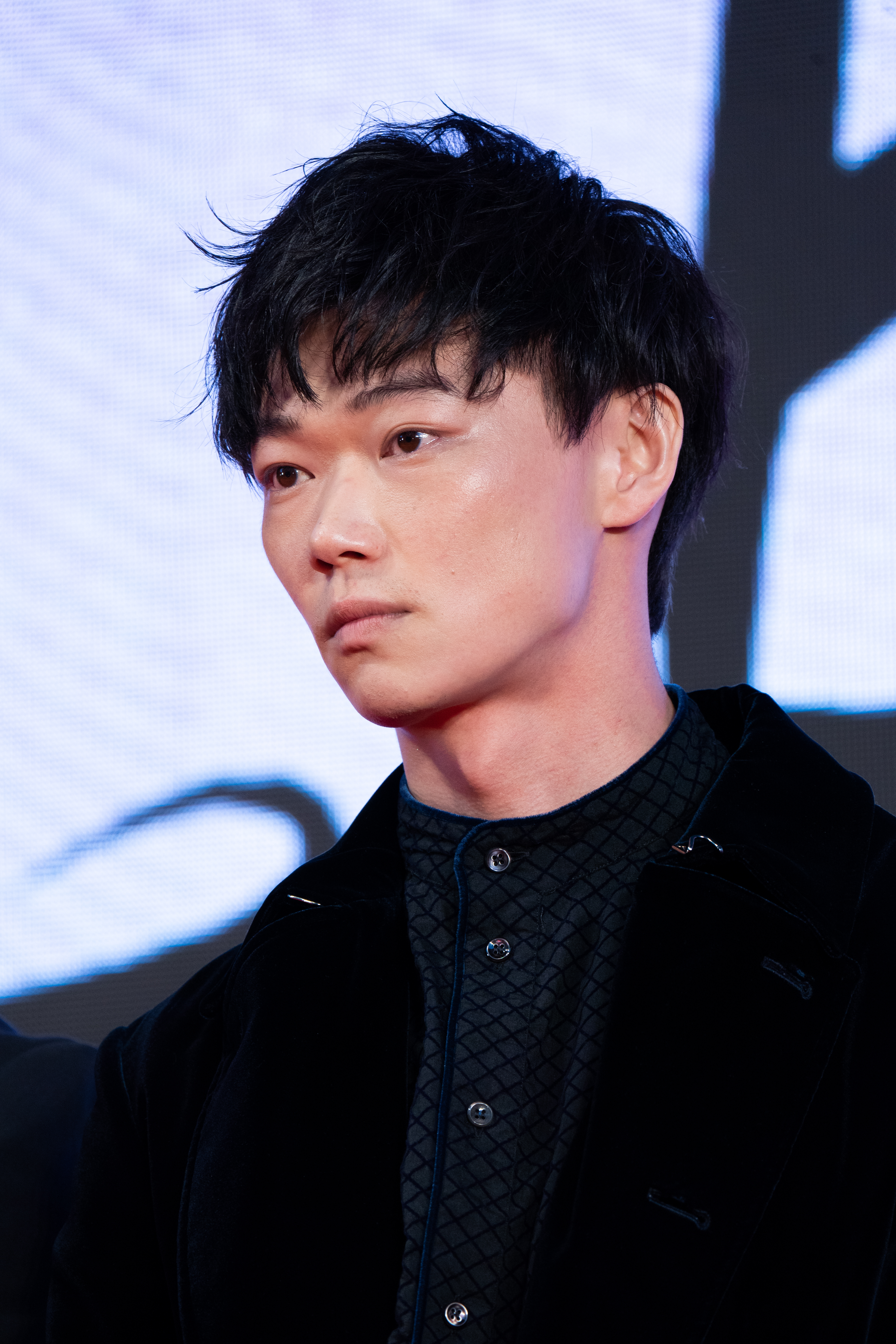
第32回東京国際映画祭にて

高校2年生の時に、地元である名古屋でスカウトされたことがある。高校卒業後、18歳で上京。20歳頃まで飲食店でアルバイトをしながら、映画のエキストラに応募する日々を続けた。撮影現場で俳優がよく話しかけてくれ、その俳優らが出演する様々な作品を観るうちに映画に興味を持つようになった。小さな舞台のオーディションをきっかけに俳優としての活動を開始した。当時は、岩井俊二、クエンティン・タランティーノの監督作品や山田孝之など自分より10歳ほど年上の俳優の出演作品をよく観ていた。
2017年、AAA（トリプルエー）を退社して鈍牛倶楽部に所属。
2019年、連続ドラマ、映画出演数18本で20代男優1位に輝く。2020年1月、『花と雨』で長編映画初主演。
2020年4月、鈍牛倶楽部所属契約中、ホリプロ出身者が代表を務めるファインエンターテイメントの仲介により移籍交渉を開始、竹内涼真の担当マネージャーが所属前に本人を売り出して回り、新しい仕事の話を進めた。テレビドラマ『君と世界が終わる日に』（日本テレビ）の出演を無断で決定したことが問題となり、移籍トラブルに発展。
鈍牛倶楽部との間には「鈍牛倶楽部で受注した業務の撮影が終了するまでの期間は所属である」と記された退社合意の書面が交わされていたが、実際の終了はNetflix『全裸監督シーズン2』の撮影を終えた2020年10月だった。
2020年秋、事務所間トラブルが解決しないままホリプロに所属。またファインエンターテイメントの仲介も鈍牛倶楽部の所属契約中であったため、この2社間もトラブルになっている。
前述の通り、出演作品『全裸監督シーズン2』は鈍牛倶楽部との所属契約中に実施され、出演契約も作品側と鈍牛倶楽部が締結していた。ホリプロは第三者として契約を違反したことになり、トラブルにより業務の引き継ぎもなされていないため、「全裸監督シーズン2」の出演情報をホームページに掲載することができなかった。
2022年6月、アメリカを拠点にする事務所BAM、そしてハリウッドを代表するエージェンシーCAAとの契約を、自身のSNSにて発表する。
2023年5月、ホリプロとの契約を終了。個人事務所設立。

## 人物
自身の性格について「ハイテンションだったり、イライラが続いたりと、感情の波が激しいタイプ」と語る。座右の銘は「人生は座右の銘を探す旅だ」。好きな女性のタイプは、地味な子、コンプレックスを持つ人。
俳優業の面白さについて、「作品を面白くしようとするなら、カメラが回っている間は何をしても怒られないところ」と答えている。
在日ファンクのミュージックビデオ「或いは」には、リーダー・浜野謙太の希望でオファーがあり、出演した。
痩せの大食いで、学生時代はスポーツをしていた為1日7食食べていたこともあった。
週3〜4回のジム通いをして筋肉を鍛えている。

## 出演

### 映画
- 生贄のジレンマ（2013年7月13日、金子修介監督） - 野崎孝夫 役
- クローズEXPLODE （2014年4月12日、豊田利晃監督）
- キリング・カリキュラム〜人狼処刑ゲーム序章〜（2015年8月9日、古厩智之監督） - 竹谷瑛二 役
- ぼくらのさいご（2015年、石橋夕帆監督） - 主演 雅人 役
- orange（2015年12月12日、橋本光二郎監督）
- それからのこと、これからのこと（2016年、石橋夕帆監督） - 主演 三宅裕太 役
- きょうのキラ君（2017年2月25日、川村泰祐監督） - 大森春樹 役
- ピーチガール（2017年5月20日、神徳幸治監督）
- デイドリーマーA（2017年8月5日、山岸聖太監督） - 主演 アキ 役
- デメキン（2017年12月2日、山口義高監督） - 蘭忠次 役
- リベンジgirl（2017年12月23日、三木康一郎監督） - 赤城 役
- 不能犯（2018年2月1日、白石晃士監督）
- 名前のない女たち うそつき女（2018年2月3日、サトウトシキ監督） - 辻本将人 役
- このまちで暮らせば（2018年7月14日、高橋秀綱監督） - 主演 樹 役
- カランコエの花（2018年7月14日、中川駿監督） - 新木裕也 役
- 響 -HIBIKI-（2018年9月14日、月川翔監督） - 塩崎隆也 役
- さかな（2018年9月29日、神徳幸治監督） - 主演 坂井学 役
- 音量を上げろタコ!なに歌ってんのか全然わかんねぇんだよ!!（2018年10月12日、三木聡監督） - パク 役
- デイアンドナイト（2019年1月26日、藤井道人監督） - 青柳 役[11]
- ラ（2019年4月5日、高橋朋広監督） - 黒須彰太 役[14]
- おいしい家族（2019年9月20日、ふくだももこ監督） - 翠 役[15]
- 東京アディオス（2019年10月11日、大塚恭司監督） - 輝之 役
- 羊とオオカミの恋と殺人（2019年11月29日、朝倉加葉子監督）
- “隠れビッチ”やってました。（2019年12月6日、三木康一郎監督） - 田上明 役
- 明日、キミのいない世界で（2020年1月10日、HiROKi監督）[16][17]
- 花と雨 （2020年1月17日、土屋貴史監督） - 主演　SEEDA 役[18]
- 転がるビー玉（2020年2月7日、宇賀那健一監督） - 啓介 役
- 仮面病棟（2020年3月6日、木村ひさし監督） - 宮田勝仁 役
- ドンテンタウン（2020年7月17日公開、井上康平監督） - 主演 トキオ 役[19][注釈 1]
- 宇宙でいちばんあかるい屋根（2020年9月4日公開、藤井道人監督） - 森島雄一郎 役
- ファンファーレが鳴り響く（2020年10月17日公開、2020年ゆうばり映画祭ワールドプレミア上映、森田和樹監督） - 主演 神戸明彦 役[20]
- るろうに剣心 最終章 The Final（2021年4月23日公開、大友啓史監督） - 前川道場の門弟 役
- 君は永遠にそいつらより若い（2021年9月17日、吉野竜平監督） - 穂峰直 役[21]
- DIVOC-12「ココ」（2021年10月1日、廣賢一郎監督） - 主演 熙舜[22]
- リング・ワンダリング（2022年2月19日、金子雅和監督） - 主演 草介 役[23]
- わたしのお母さん（2022年11月11日、杉田真一監督） - 勝 役[24]

### テレビドラマ
- 弱くても勝てます 〜青志先生とへっぽこ高校球児の野望〜（2014年4月12日 - 6月21日、日本テレビ） - 金井正志 役
- おわこんTV 第5話（2014年7月29日、NHK BSプレミアム）
- ごめんね青春!（2014年10月12日 - 12月21日、TBSテレビ） - 生徒・笠松将 役
- アイアングランマ 第4話（2015年1月31日、NHK BSプレミアム）
- その男、意識高い系。第2話（2015年3月10日、NHK BSプレミアム）
- 太鼓持ちの達人〜正しい××のほめ方〜 第11話（2015年3月23日、テレビ東京） - 小心者 役
- 死の臓器 第1話（2015年7月12日、WOWOW）
- 24時間テレビスペシャルドラマ 母さん、俺は大丈夫（2015年8月22日、日本テレビ） - 笠松仁 役
- 刑事バレリーノ（2016年1月9日、日本テレビ）
- THE LAST COP/ラストコップ 第7話（2016年11月19日、日本テレビ） - ボーイ 役
- 水曜ミステリー9 犯罪科学分析室 電子の標的3（2017年2月1日、テレビ東京） - 汐見一哉 役
- レンタルの恋 第3話（2017年2月2日、TBSテレビ） - 金髪 役
- 視覚探偵 日暮旅人 第5話（2017年2月19日、日本テレビ）
- 北風と太陽の法廷（2017年3月17日、日本テレビ）
- 岐阜にイジュー!（2017年4月24日 - 6月26日 、メ〜テレ） - 中島息吹 役
- 100万円の女たち 第6話（2017年5月19日、テレビ東京） - 記者 役
- CRISIS 公安機動捜査隊特捜班 第9話（2017年6月6日、関西テレビ・フジテレビ） - 警察官 役
- ゆとりですがなにか 純米吟醸純情編（2017年7月2日・9日、日本テレビ） - 就活生 役
- ウチの夫は仕事ができない（2017年7月8日- 9月16日、日本テレビ） - 柳田圭一 役[25]
- 将棋めし 第1話（2017年8月3日、フジテレビ） - 小牧七段 役
- プラージュ〜訳ありばかりのシェアハウス〜 第4話（2017年9月2日、WOWOW） - 新村 役
- セトウツミ（2017年10月14日 - 12月23日、テレビ東京） - 牧田先輩 役
- 新宿セブン 第7話（2017年11月25日、テレビ東京）
- 名刺ゲーム 第2話（2017年12月9日、WOWOW） - 大野 役
- トドメの接吻 第2話（2018年1月14日、日本テレビ） - 柿崎 役
- WOWOW 映画の日特別ドラマ NO MOVIE, NO LIFE 第2話（2018年2月4日、WOWOW） - 桜井 役
- 我が家の問題 最終話（2018年2月25日、NHK BSプレミアム） - 足立知則 役
- 闇の伴走者〜編集長の条件第2話 - 第4話（2018年4月7日 - 21日、WOWOW） - 青年期の校条啓蔵 役
- 絶対零度〜未然犯罪潜入捜査〜 第2話 (2018年7月16日、フジテレビ） - 津田圭佑 役
- 恋のツキ（2018年7月26日、テレビ東京） - 直樹 役
- 深夜のダメ恋図鑑 第1話オマケ（2018年10月7日、TSUTAYAプレミアム限定配信） - 山本先輩 役
- 黄昏流星群-人生折り返し、恋をした-（2018年10月11日 - 12月13日、フジテレビ） - 木内祐輔 役
- 大河ドラマ（NHK）
  - 西郷どん 第39回（2018年10月21日） - 横山安武 役
  - 青天を衝け 第40回・最終回（2021年12月19日・26日） - 渋沢敬三 役[26]
- 僕とシッポと神楽坂 第4話（2018年11月2日、テレビ朝日） - 井上和彦
- 相棒 season17 第7話（2018年11月28日、テレビ朝日） - 向井ハル 役
- 3年A組-今から皆さんは、人質です- 第4話（2019年1月27日、日本テレビ） - 仁科 役
- 記憶捜査〜新宿東署事件ファイル〜 第3話（2019年2月1日、テレビ東京） - 林大樹 役
- フルーツ宅急便 第4話、第6話（2019年2月2日・26日、テレビ東京） - 時矢 役
- メゾン・ド・ポリス 第9話、最終話（2019年3月8日・15日、TBS） - 若林和史 役
- ドラマW 今日、帰ります。（2019年3月10日、WOWOW） - 勝俣涼平 役
- 平成物語〜なんでもないけれど、かけがえのない瞬間〜（2019年3月19日 - 23日、フジテレビ） - 塚田貴大 役[27]
- 日本ボロ宿紀行 第11話（2019年4月5日、テレビ東京） - 班目貴志 役
- 向かいのバズる家族（2019年4月4日 - 6月6日、読売テレビ・日本テレビ） - 鍋島剛 役[28]
- 恋より好きじゃ、ダメですか?（2019年4月3日第1登板 - 9月21日、RCCテレビ） - 山本浩史 役[29]
- 科捜研の女SEASON 19 第4話（2019年5月9日、テレビ朝日） - 稲葉剛 役
- 監察医 朝顔 第2話（2019年7月15日、フジテレビ） - 清水 役
- ベビーシッター・ギン! 第8話（2019年8月18日、NHK BSプレミアム） - 笹木仁 役
- 盤上の向日葵（2019年9月8日 - 2019年9月29日、NHK BSプレミアム） - 壬生竜昇 役
- ニッポンノワール-刑事Yの反乱- 第6話（2019年11月17日、日本テレビ） - 仁科 役
- モトカレマニア 第6話（2019年11月21日、フジテレビ） - 深山草太 役
- 僕はどこから（2020年1月8日 - 3月18日、テレビ東京） - 井上玲 役[30]
- この男は人生最大の過ちです 第5話、第6話、第9話（2020年2月17日・24日・3月16日、朝日放送テレビ） - ユウキ 役
- エ・キ・ス・ト・ラ!!! 第6話（2020年2月20日、関西テレビ）[31] - 神宮寺雅也 役
- 全身刑事（2020年2月2日、テレビ朝日） - 海東隼人 役[32]
- トップナイフ-天才脳外科医の条件- 第6話（2020年2月15日、日本テレビ） - 原田保 役
- 有村架純の撮休 第3話（2020年3月、WOWOW） - 近藤 役[33]
- 不協和音 炎の刑事 VS 氷の検事（2020年3月15日、テレビ朝日） - 平松樹生 役
- 月曜プレミア8 十津川警部の事件簿 危険な賞金（2020年5月25日、テレビ東京） - 西本明 役
- いとしのニーナ（2020年7月18日 - 9月5日、フジテレビ） - 牛島清貴 役[34]
- ディア・ペイシェント〜絆のカルテ〜（2020年7月17日 - 9月18日、NHK総合） - 瀬戸翔太 役
- 君と世界が終わる日に（2021年1月17日 - 3月21日、日本テレビ） - 等々力比呂 役[35]
  - 君と世界が終わる日に 特別編（2022年2月25日、日本テレビ）[36]
- 正義の天秤 第2話（2021年10月2日、NHK総合） - 楠田隼人 役[37]
- 岸辺露伴は動かない 第4話（2021年12月27日、NHK総合） - 橋本陽馬 役[38]
- ムチャブリ! わたしが社長になるなんて（2022年1月12日 - 3月16日、日本テレビ） - 野上豪 役[39][40]
- TOKYO VICE（2022年4月7日 - 28日、HBO Max / 4月24日 - 6月12日、WOWOW） - 佐藤 役[41]
- エロい彼氏が私を魅わす（2022年6月7日 - 8月9日、フジテレビ） - 甲斐まなぶ 役[42][注釈 2]
- LIFE! コメディドラマ「事件は、その周りで起きている」（2022年8月1日 - 4日、NHK総合） - 宇田川和人 役[43]
  - LIFE コメディドラマ「事件は、その周りで起きている」シリーズ2（2024年9月30日 - 10月3日、NHK総合）[44]
- 5分後に意外な結末「親友交歓」（2022年10月14日、日本テレビ） - 平田 役（古川雄輝とW主演）[45]
- 連続テレビ小説 らんまん（2023年4月17日 - 、NHK） - 幸吉 役[46]
- シッコウ!!〜犬と私と執行官〜（2023年7月4日 - 9月12日、テレビ朝日） - 長窪桂十郎 役[47]
- ポケットに冒険をつめこんで（2023年10月20日 - 12月22日、テレビ東京） - 桧山景明 役[48]
- TOKYO VICE Season2（2024年4月6日 - 6月8日、WOWOW） - 佐藤 役[49][50]
- 降り積もれ孤独な死よ（2024年7月7日 -　9月8日、読売テレビ・日本テレビ系） - 瀬川涼 役[51][52]
- レッドブルー（2024年12月18日 - 2月12日、MBS・TBS） - 雨地渉 役[53]

### 配信ドラマ
- FOLLOWERS（2020年2月27日、Netflix） - 野尻季生 役[54]
- いとしのニーナ（2020年5月18日 - 7月6日、FOD） - 牛島清貴 役[55]
- つながりたくて、嘘をつく（2020年6月17日 - 9月2日、LINE NEWS「VISION」） - 鏡也 役 [56]
- 君と世界が終わる日に Season2（2021年3月21日 - 4月25日、Hulu） - 等々力比呂 役[57][58]
- 全裸監督2（2021年6月24日 全話配信、Netflix） - 荻原 役
- エロい彼氏が私を魅わす（2021年9月18日 - 11月6日、FOD） - 甲斐まなぶ 役[59]
- 君と世界が終わる日に Season3（2022年2月25日 - 4月1日、Hulu） - 等々力比呂 役[60]
- ガンニバル（2022年12月28日、Disney+ Star） - 後藤恵介 役[61]
  - ガンニバル シーズン2（2025年3月19日 - 4月23日、Disney+ Star）[62][63]

### ウェブドラマ・オンライン映画
- suisai「毎日、思ってた」（2018年9月4日、カネボウ化粧品） - おさむ 役
- MATCH girls（2018年12月10日、LUMINE） - 飯田 役
- 「22時の男と女」（2019年6月20日（Vol.1）、6月25日（Vol.2）、6月26日（Vol.3）、ファッション動画マガジン『MINE』、株式会社3ミニッツ） - 男性 役
- 扉の向こう（2019年7月28日） - 飯干雅人 役
- CAST:（2019年7月31日、CAST:） - 男性 役
- 殺せなかった妻（2024年12月配信予定、UniReel） - 主演 明 役[注釈 3][64]

### ミュージック・ビデオ
- illion「BANKA」（2017年8月22日）
- 電波少女「NO NAME.」（2017年9月6日）
- DOZAN11（三木道三） produce by SPYCY CHOCOLATE 「人生の美しさ」（2017年12月8日）
- 小林太郎「響」（2018年7月7日）
- 在日ファンク「或いは」 (2018年11月21日）
- Ghostlikegirlfriend「girlfriend」（2019年6月18日）
- 優里「かごめ」（2020年2月28日）
- 布袋寅泰「Pegasus」（2021年6月30日）
- Vaundy「泣き地蔵」（2021年10月19日）
- メーガン・ザ・スタリオン feat. Yuki Chiba「Mamushi」（2024年8月10日）

### CM
- コナミ「実況パワフルプロ野球」（2017年8月）
- 「青天の霹靂」（2017年10月）
- 森永製菓「受験にinゼリー」 (2017年11月)
- KENWOOD 「彩速ナビ」 (2017年11月)
- Softbank 「Google Pixel3」（2018年11月）
- Endian 「CHILL OUT」（2023年2月）

### バラエティ・情報番組
- ZIP!（2022年4月8日 - 29日、日本テレビ系列） - 2022年4月度月替わり金曜パーソナリティー
- 午前0時の森（2023年10月11日、日本テレビ）
- my name is（2023年11月12日、ABEMA）
- ワイドナショー（2024年5月5日・8月3日、フジテレビ）
- 罵倒村（2025年5月13日、Netflix）[65]

## 出版
- 写真集「Show one’s true colors」〈2017年11月、ユカイハンズ） 撮影：柴崎まどか